# Саджад, Захир Саед
Саед Саджад Захир (урду سید سجاد ظہیر‎;
5 ноября 1899, Лакхнау — 13 сентября 1973, Алма-Ата) — индийский писатель

 на языке урду, марксист, деятель индийского и пакистанского рабочего и демократического движения. Один из основателей Коммунистической партии Пакистана.

## Биография
Родился 5 ноября 1899 года в Лакхнау (ныне в штате Уттар-Прадеш, Индия). Окончил университет в Лакхнау, затем изучал литературу и право в Оксфордском университете в Англии.

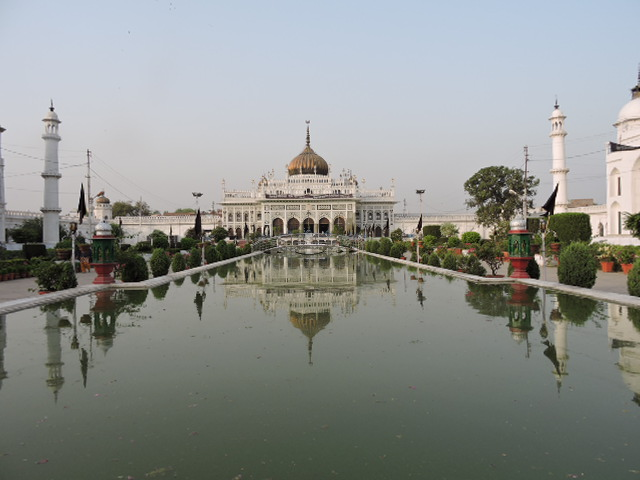
Чота Имамбра. Место собраний и мавзолей в Лакхнау. XIX в.

В 1929 году вступил в Коммунистическую партию Великобритании, в 1932 году — в компартию Индии. В 1935 году Саджад вернулся в Индию. Активно участвовал в деятельности партии Индийский национальный конгресс, в 1936—1939 годы входил в руководство Конгресс-социалистической партии.
Сборник рассказов «Angaaray» (Угли), в котором были рассказы Саджада Захира, Ахмеда Али, Рашида Джахана и Махмуд-уз-Зафара, был опубликован в 1932 году и запрещен в 1933 году британским правительством Индии «за нанесение вреда религиозным чувствам людей, раздел сообщества». Это побудило Саджада Захира и его товарищей создать объединение прогрессивных писателей.
В 1943—1948 годы — член ЦК компартии Индии (КПИ) и издатель ее печатного органа на языке урду — газеты «Нава замана» («Новое время»). Неоднократно подвергался репрессиям со стороны английских властей, находился в тюрьме в 1936, 1937, 1940—1942 годы.
После раздела Британской Индии и образованием Пакистана (1947) стал одним из основателей и руководителем компартии Пакистана (1948).
В 1951 году был арестован и в 1951—1955 находился в пакистанской тюрьме за участие в попытке государственного переворота. В 1955 году вернулся в Индию, получил индийское гражданство.
Занимался переводами произведений европейских писателей и поэтов. С 1955 года работал в компартии Индии, редактировал газету «Авами даур» (с 1959 г.) и орган КПИ на урду «Хайат» («Жизнь») (1963—1973). В 1958 и 1961 годы избирался в Национальный совет КПИ.
Саджад был активным участником в борьбе за мир, в 1962 году был избран в Национальный совет Всеиндийского совета мира. С декабря 1966 года был генеральным секретарём Ассоциации прогрессивных писателей Индии.
Скончался 13 сентября 1973 года в Алма-Ате в Советском Союзе (ныне: Казахстан).
Женой Захира Саджада была известная пакистанская и индийская писательница Разия Саджад Захир.
У Саджада и его жены Разии Саджад Захир было четыре дочери, в том числе Насим Бхатия, которая получила степень доктора исторических наук (по древней истории) в российском университете. Его дочь Надира Захир, левая политическая деятельница, была замужем за звездой Болливуда и политическим деятелем Раджем Баббаром (отец Пратика Баббара). Арья Баббар и Джохи Баббар — внуки Захира Саджада Саеда.

## Произведения
- «Ночь в Лондоне» (урду لندن کی ایک رات‎; London Ki Ek Raat) — роман.
- «Больной» (урду روشنائی‎; Roshnai), сборник очерков о прогрессивном движении писателей и его целях.
- «Памяти Хафиза» (урду زکرِخافظ‎; Zikr-e-Hafiz), книга, основанная на исследованиях персидского поэта Хафиза.
- «Расплавленный сапфир» (урду پِگھلا نیلم‎; Pighla Nilam), его последняя книга, сборник стихов.
- Перевод: «Отелло» Шекспира
- Перевод: «Кандид»
- Перевод: «Гора» (роман Тагора)
- Перевод: «Пророк»